# 2014年NBA選秀
2014年NBA選秀於2014年6月26日在美國紐約布魯克林巴克萊中心舉行。國家籃球協會（NBA）球隊輪流挑選美國大學籃球業餘球員和其他符合資格的球員，包括國際球員。選秀抽籤於2014年5月20日舉行。克里夫蘭騎士在選秀抽籤中獲得狀元籤。這次是夏洛特自2001年後，第一次使用黃蜂之名來參與選秀。而夏洛特從2004年起冠上的是山貓之名，原先的紐奧良黃蜂則改名為紐奧良鵜鶘。
美國當地的電視轉播權歸ESPN所有。這次的選秀被多數人稱為是近年來實力最好的一屆，許多球員也被譽為是明日之星。被看好的大學生包括：安德魯·威金斯、賈巴里·帕克、朱利葉斯·蘭德爾、阿隆·戈登、T·J·華倫、诺阿·冯莱、喬爾·恩比德和泰勒·恩尼斯。其他被看好的球員，包括澳大利亞的丹特·艾克森和即將大學畢業的道格·麥克德莫特。
最终，来自堪萨斯大学的安德鲁·威金斯被克利夫兰骑士以状元签摘下，他也成为既克利夫兰骑士于2013年NBA选秀摘下安东尼·本内特之后第二位加拿大籍状元签。来自杜克大学的贾巴里·帕克成为榜眼，而威金斯的队友喬爾·恩比德成为探花。

## 參加球員

### 提前參加球員

#### 大學生
| - 喬丹·亞當斯－G，UCLA（大二） - 威廉··奧爾斯頓－G，巴爾的摩郡社區學院（大二） - 麥可·安蒙斯－G，南阿拉巴馬大學（大三） - 凱爾·安德森－G/F，UCLA（大二） - 以賽亞·奧斯汀－C，貝勒大學（大二）（注：因马凡氏综合症退选） - 沙內·貝翰納－F，科羅拉多州立大學（大三） - 西姆·布拉－C，新墨西哥州立大學（大二） - 肯·伯奇－F，內華達大學拉斯維加斯分校（大三） - 賈巴里·布朗－G，密蘇里大學（大三） - 亞希·卡森－G，亞利桑那州立大學（大二） - 塞马耶·克里斯顿－G，澤維爾大學（大二） - 喬丹·克拉克森－G，密蘇里大學（大三） - 德安德魯·丹尼爾斯－F，康乃狄克大學（大三） - 斯賓塞·丁威迪－G，科羅拉多大學博爾德分校（大三） - 喬爾·恩比德－C，堪薩斯大學（大一） - 泰勒·恩尼斯－G，雪城大學（大一） - 亞倫·高登－F，亞利桑那大學（大一） - 傑拉米·格蘭特－F，雪城大學（大二） - 蓋瑞·哈里斯－G，密西根州立大學（大二） - 羅德尼·胡德－F，杜克大學（大二） - 尼克·詹森－G，亞利桑那大學（大三） - 亞歷克斯·柯克－C，新墨西哥大學（大三） | - 扎克·拉文－G，洛杉磯加利福尼亞大學（大一） - 詹姆斯·麥可·麥卡杜－F，北卡羅來納大學教堂山分校（大三） - K·J·麥克代尼爾斯－F，克萊門森大學（大三） - 米奇·麥克蓋瑞－F，密西根大學（大二） - 埃里克·莫蘭德－F，俄勒岡州立大學（大三） - 強尼·歐布萊恩三世－F，路易斯安那州立大學（大三） - 賈巴里·帕克－F，杜克大學（大一） - 艾弗瑞德·裴頓－G，路易斯安那大學拉法葉分校（大三） - 朱利葉斯·蘭德爾－F，肯塔基大學（大一） - 格倫·羅賓遜三世－F，密西根大學（大二） - 拉昆頓·羅斯－F，俄亥俄州立大學（大三） - 安東尼奧·拉克－G，克林頓初級學院（大二） - 贾卡尔·桑普森－F，聖若望大學（大二） - 馬庫斯·斯馬特－G，奧克拉荷馬州立大學（大二） - 羅斯科·史密斯－F，內華達大學拉斯維加斯分校（大三） - 尼克·斯陶斯卡斯－G，密西根大學（大二） - 贾内尔·斯托克斯－F，田納西大學（大三） - 诺阿·冯莱－F，印第安納大學布盧明頓分校（大一） - T·J·華倫－F，北卡羅來納州立大學（大二） - 安德魯·威金斯－F，堪薩斯大學（大一） - 詹姆斯·揚－G/F，肯塔基大學（大一） - 塔匡·齊默爾曼－G，湯普森河大學（大一） |

#### 國際球員
- 拉夫特里斯·博霍里迪斯（英语：Lefteris Bochoridis）－G，塞薩洛尼基阿里斯（英语：Aris B.C.）（希臘）[6]
- 馬蒂亞斯·博托林－C，科連特斯賽舟俱樂部（英语：Regatas Corrientes科連特斯賽舟）（阿根廷）[6]
- 納丁·布札－F，塞拉耶佛馬刺（波士尼亞與赫塞哥維納（英语：Basketball Championship of Bosnia and Herzegovina））[43]
- 約阿納斯·卡文（英语：Joonas Caven）－F，Joventut Badalona（西班牙）[6]
- 布魯諾·卡布克洛（英语：Bruno Caboclo）－F，Esporte Clube Pinheiros（巴西）[6]
- 貝爾凱·詹丹（英语：Berkay Candan）－F，TED Ankara Kolejliler（土耳其（英语：Turkish Basketball League））[6]
- 克林特·卡佩拉－F，Élan Chalon（法國）[44]
- 內曼加·丹古比奇（英语：Nemanja Dangubić）－G，KK Mega Vizura（塞爾維亞（英语：Basketball League of Serbia））[6]
- 穆薩·迪亞涅（英语：Moussa Diagne）－C，Baloncesto Fuenlabrada（西班牙）[45]
- 托馬斯·迪姆沙－G，BC Žalgiris（立陶宛）[46]
- 馬庫斯·埃里克森－G/F，Bàsquet Manresa（西班牙）[47]
- 丹特·艾克森－G，澳大利亞體育學院（英语：Australian Institute of Sport）（澳大利亞）[48]
- 伊利亞·格羅莫夫（英语：Iļja Gromovs）－C，文茨皮爾斯籃球俱樂部（英语：BK Ventspils）（拉脫維亞）[49]
- 達米安·英格利斯（英语：Damien Inglis）－F，羅阿訥合唱團（英语：Chorale Roanne Basket）（法國）[50]
- 尼古拉·約基奇－F/C，KK Mega Vizura（塞爾維亞（英语：Basketball League of Serbia））[51]
- 邁克爾·卡姆珀里迪斯（英语：Michalis Kamperidis）－F，Filathlitikos B.C.（希臘）[6]
- 阿爾喬姆·克林姆恩戈（英语：Artem Klimenko）－C，BC Avtodor Saratov（俄羅斯）[52]
- 盧卡斯·馬里亞諾（英语：Lucas Mariano）－C，Franca Basquetebol Clube（巴西）[6]
- 大衛·米希努（英语：David Michineau）－G，Élan Chalon（法國）[53]
- 瓦西里耶·米齐奇－G，KK Mega Vizura（塞爾維亞（英语：Basketball League of Serbia））[54]
- 優素福·諾基奇－C，KK Cedevita（克羅地亞）[6]
- 小巴比·雷·帕克斯（英语：Bobby Ray Parks Jr.）－G/F，NLEX Road Warriors（菲律賓）[55]
- 馬泰烏什·波尼特卡－G/F，Telenet Oostende（比利時）[56]
- 馬爾科·拉米亞克（英语：Marko Ramljak）－C，KK Zadar（克羅地亞）[6]
- 達里奧·薩里奇－F，KK Cibona（克羅地亞）[57]
- 奧爾亞斯·西林什（英语：Ojārs Siliņš）－F，Pallacanestro Reggiana（義大利）[58]
- 亞歷克斯·蘇亞雷斯（英语：Álex Suárez）－F，Joventut Badalona（西班牙）[59]
- 戴文·範·奧斯特魯姆－G，Saski Baskonia（西班牙）[47]
- 紀連·比韋斯－G，Joventut Badalona（西班牙）[59]
- 阿丁·夫拉巴茨－F，塞拉耶佛馬刺（波士尼亞與赫塞哥維納（英语：Basketball Championship of Bosnia and Herzegovina））[60]

### 自動獲得資格參加球員
下面僅列出未符合一般標準但自動獲得選秀資格的球員——在勞資協議（CBA）下，國際球員需在選秀當年滿22歲，若非國際球員則須高中畢業至少四年。
球員曾與NBA以外的職業籃球聯盟球隊簽約，並在選秀前終止合約，則「可能」自動獲得選秀資格。而這項資格是否符合端看該球員是否為國際球員：
- 若為國際球員，則必須曾與美國境內的非NBA球隊簽約。
- 若非國際球員，則只要曾與NBA以外的任何國家中的職業球隊簽約即可。

在勞資協議下，公民權並非決定該球員是否要依照國際球員標準。在CBA的定義下，必須符合以下所有資格才能稱為國際球員：
- 在選秀當日之前於美國境外定居超過3年。
- 並未擁有美國高中籃球資格。
- 從未就讀美國學院或大學。

以下的球員將有資格參與2014年NBA選秀：
- 薩納西斯·安戴托昆波－G/F，德拉瓦87人（發展聯盟）[6]
- 阿奎勒·卡爾（英语：Aquille Carr）－G，德拉瓦87人（發展聯盟）
- 阿梅德歐·德拉·瓦萊－G，Pallacanestro Reggiana（義大利）
- P·J·海爾斯頓（英语：P. J. Hairston）－G/F，德克薩斯傳奇（發展聯盟）
- 西迪基·強森（英语：Sidiki Johnson）－F/C，VOO Wolves Verviers-Pepinster（比利時（英语：Basketball League Belgium））
- 布巴卡爾·莫戈羅（英语：Boubacar Moungoro）－F，Baloncesto Fuenlabrada（西班牙）
- 揚尼斯·帕帕佩圖（英语：Ioannis Papapetrou）－F，Olympiacos Piraeus（希臘）
- 諾維爾·佩爾－C，德拉瓦87人（發展聯盟）

## 選秀抽籤
選秀的前14個簽位歸屬於未能進入2014年NBA季後賽的球隊；它們之間的選秀順序是根據樂透抽籤決定。樂透抽籤會決定首輪前三個選秀名額的分配，首輪其他順位以及第二輪選秀順序都是按照前一個賽季中各隊勝負記錄逆序分配。
2014年NBA選秀抽籤於2014年5月20日星期二舉行。克里夫蘭騎士在選秀抽籤中獲得狀元籤，二、三順位分別為密爾瓦基公鹿和費城76人。這次選秀抽籤是騎士連續第二年中狀元籤，同時也是他們四年中的第三次。這次狀元籤的中籤機率與芝加哥公牛在2008年NBA選秀時相同。
| ^ | 表示實際抽籤結果 |

| 球隊           | 2013－14 年成績 | 中籤 機率 | 順位  | 順位  | 順位  | 順位  | 順位  | 順位  | 順位  | 順位  | 順位  | 順位  | 順位  | 順位  | 順位  | 順位  |
| 球隊           | 2013－14 年成績 | 中籤 機率 | 1     | 2     | 3     | 4     | 5     | 6     | 7     | 8     | 9     | 10    | 11    | 12    | 13    | 14    |
| -------------- | --------------- | --------- | ----- | ----- | ----- | ----- | ----- | ----- | ----- | ----- | ----- | ----- | ----- | ----- | ----- | ----- |
| 密爾瓦基公鹿   | 15–67           | 250       | .250  | .215^ | .177  | .358  | —     | —     | —     | —     | —     | —     | —     | —     | —     | —     |
| 費城76人       | 19–63           | 199       | .199  | .188  | .171^ | .319  | .124  | —     | —     | —     | —     | —     | —     | —     | —     | —     |
| 奧蘭多魔術     | 23–59           | 156       | .156  | .157  | .156  | .225^ | .265  | .041  | —     | —     | —     | —     | —     | —     | —     | —     |
| 猶他爵士       | 25–57           | 104       | .104  | .112  | .121  | .099  | .373^ | .177  | .014  | —     | —     | —     | —     | —     | —     | —     |
| 波士頓塞爾提克 | 25–57           | 103       | .103  | .111  | .120  | —     | .238  | .342^ | .082  | .004  | —     | —     | —     | —     | —     | —     |
| 洛杉磯湖人     | 27–55           | 63        | .063  | .071  | .081  | —     | —     | .440  | .304^ | .040  | .001  | —     | —     | —     | —     | —     |
| 沙加緬度國王   | 28–54           | 43        | .043  | .049  | .058  | —     | —     | —     | .600  | .232^ | .018  | .000  | —     | —     | —     | —     |
| 底特律活塞[1]  | 29–53           | 28        | .028  | .033  | .039  | —     | —     | —     | —     | .725  | .168^ | .008  | .000  | —     | —     | —     |
| 克里夫蘭騎士   | 33–49           | 17        | .017^ | .020  | .024  | —     | —     | —     | —     | —     | .813  | .122  | .004  | .000  | —     | —     |
| 紐奧良鵜鶘[2]  | 34–48           | 11        | .011  | .013  | .016  | —     | —     | —     | —     | —     | —     | .870^ | .089  | .002  | .000  | —     |
| 丹佛金塊[3]    | 36–46           | 8         | .008  | .009  | .012  | —     | —     | —     | —     | —     | —     | —     | .907^ | .063  | .001  | .000  |
| 纽约尼克斯[3]  | 37–45           | 7         | .007  | .008  | .010  | —     | —     | —     | —     | —     | —     | —     | —     | .935^ | .039  | .000  |
| 明尼蘇達灰狼   | 40–42           | 6         | .006  | .007  | .009  | —     | —     | —     | —     | —     | —     | —     | —     | —     | .960^ | .018  |
| 鳳凰城太陽     | 48–34           | 5         | .005  | .006  | .007  | —     | —     | —     | —     | —     | —     | —     | —     | —     | —     | .982^ |

## 選秀情況
| PG | 控球後衛 | SG | 得分後衛 | SF | 小前鋒 | PF | 大前鋒 | C | 中鋒 |

| ^ | 表示此球员已被列入篮球名人堂               |
| * | 表示此球员被选入参加全明星赛并进入最佳阵容 |
| + | 表示此球员被选入参加全明星赛               |
| x | 表示此球员进入最佳阵容                     |
| ~ | 表示此球员被選為年度新人王                 |
| # | 表示此球员从未在NBA打球                    |

| 輪數 | 順位 | 球員                | 位置  | 國籍           | 球隊                                                                             | 學校/俱樂部                     |
| ---- | ---- | ------------------- | ----- | -------------- | -------------------------------------------------------------------------------- | ------------------------------- |
| 1    | 1    | 安德鲁·威金斯+~     | SF    | 加拿大         | 克里夫蘭騎士                                                                     | 堪萨斯大学                      |
| 1    | 2    | 贾巴里·帕克         | PF    | 美国           | 密爾瓦基公鹿                                                                     | 杜克大学                        |
| 1    | 3    | 乔尔·恩比德*        | C     | 喀麦隆         | 費城76人                                                                         | 堪萨斯大学                      |
| 1    | 4    | 亞倫·高登           | PF    | 美国           | 奧蘭多魔術                                                                       | 亚利桑那大学                    |
| 1    | 5    | 丹特·艾克森         | PG/SG |                | 猶他爵士                                                                         | 澳大利亚体育学院                |
| 1    | 6    | 馬庫斯·史馬特       | PG    | 美国           | 波士頓塞爾提克                                                                   | 俄克拉荷马州立大学              |
| 1    | 7    | 朱利葉斯·蘭德爾*    | PF    | 美国           | 洛杉磯湖人                                                                       | 肯塔基大学                      |
| 1    | 8    | 尼克·斯陶斯卡斯     | SG    | 加拿大/ 立陶宛 | 沙加緬度國王                                                                     | 密歇根大学                      |
| 1    | 9    | 诺阿·冯莱           | PF    | 美国           | 夏洛特黃蜂（來自底特律活塞）                                                     | 印第安纳大学                    |
| 1    | 10   | 艾弗瑞德·裴頓       | PG    | 美国           | 費城76人（來自紐奧良鵜鶘，交易至奥兰多魔术）                                     | 路易斯安那州立大学拉法叶特分校  |
| 1    | 11   | 道格·麦克德莫特     | SF    | 美国           | 丹佛金塊(交易至芝加哥公牛）                                                      | 克瑞顿大学                      |
| 1    | 12   | 达里奥·萨里奇       | PF    |                | 奧蘭多魔術（來自纽约尼克斯经过丹佛掘金，交易至费城76人）                         | 萨格勒布塞德维（克罗地亚）      |
| 1    | 13   | 扎克·拉文+          | SG    | 美国           | 明尼蘇達灰狼                                                                     | UCLA                            |
| 1    | 14   | T·J·華倫            | SF    | 美国           | 鳳凰城太陽                                                                       | 北卡罗来纳州立大学              |
| 1    | 15   | 阿德里安·佩恩       | PF    | 美国           | 亞特蘭大老鷹                                                                     | 密歇根州立大学                  |
| 1    | 16   | 優素福·諾基奇       | C     | 蒙特內哥羅     | 芝加哥公牛（來自夏洛特黃蜂，交易至丹佛掘金）                                     | 萨格勒布希波纳（克罗地亚）      |
| 1    | 17   | 詹姆斯·杨           | SG/SF | 美国           | 波士頓塞爾提克（來自布魯克林籃網）                                               | 肯塔基大学                      |
| 1    | 18   | 泰勒·恩尼斯         | PG    | 加拿大         | 鳳凰城太陽（來自華盛頓巫師）                                                     | 雪城大学                        |
| 1    | 19   | 蓋瑞·哈里斯         | SG/PG | 美国           | 芝加哥公牛（交易至丹佛掘金）                                                     | 密歇根州立大学                  |
| 1    | 20   | 布鲁诺·卡波克洛     | SF/PF | 巴西           | 多倫多暴龍                                                                       | Esporte Clube Pinheiros（巴西） |
| 1    | 21   | 米奇·麦加里         | PF/C  | 美国           | 奧克拉荷馬雷霆（來自達拉斯小牛，經过洛杉磯湖人和休士頓火箭）                     | 密歇根大学                      |
| 1    | 22   | 乔丹·亚当斯         | SG    | 美国           | 曼菲斯灰熊                                                                       | UCLA                            |
| 1    | 23   | 罗德尼·胡德         | SG    | 美国           | 猶他爵士（來自金州勇士）                                                         | 杜克大学                        |
| 1    | 24   | 沙巴兹·奈皮爾       | PG    | 美国/ 波多黎各 | 夏洛特黃蜂（來自波特蘭拓荒者）                                                   | 康涅狄格大学                    |
| 1    | 25   | 克林特·卡培拉       | PF    | 瑞士           | 休士頓火箭                                                                       | 沙隆麋鹿（法国）                |
| 1    | 26   | P.J.海尔斯顿        | SG    | 美国           | 邁阿密熱火（交易至夏洛特鹈鹕）                                                   | 德克萨斯传奇（NBA发展联盟）     |
| 1    | 27   | 波格丹·波格丹諾維奇 | SG    | 塞爾維亞       | 鳳凰城太陽（來自印第安那溜馬）                                                   | 贝尔格莱德游击队（塞尔维亚）    |
| 1    | 28   | C.J.维尔考克斯      | SG    | 美国           | 洛杉磯快艇                                                                       | 华盛顿大学                      |
| 1    | 29   | 约什·休斯蒂斯       | SF    | 美国           | 奧克拉荷馬雷霆                                                                   | 斯坦福大学                      |
| 1    | 30   | 凯尔·安德森         | SF    | 美国           | 聖安東尼奧馬刺                                                                   | UCLA                            |
| 2    | 31   | 达米恩·英格里斯     | SF/PF | 法國           | 密爾瓦基公鹿                                                                     | 羅阿訥合唱團（法国）            |
| 2    | 32   | K·J·麦克丹尼尔斯    | SG    | 美国           | 費城76人                                                                         | 克莱门森大学                    |
| 2    | 33   | 乔·哈里斯           | PG    | 美国           | 克里夫蘭騎士（來自奧蘭多魔術）                                                   | 弗吉尼亚大学                    |
| 2    | 34   | 克里安東尼·厄爾利   | SF    | 美国           | 纽约尼克斯（來自波士頓塞爾提克，经过达拉斯小牛）                                 | 卫奇塔州立大学                  |
| 2    | 35   | 贾内尔·斯托克斯     | PF    | 美国           | 猶他爵士（交易至孟菲斯灰熊）                                                     | 田纳西大学                      |
| 2    | 36   | 约翰尼·奥布莱恩特 Ⅲ | C     | 美国           | 密爾瓦基公鹿（來自洛杉磯湖人，經过鳳凰城太陽和明尼苏达森林狼）                   | 路易斯安那州立大学              |
| 2    | 37   | 德安德鲁·丹尼尔斯   | SF    | 美国           | 多倫多暴龍（來自沙加緬度國王）                                                   | 康涅狄格大学                    |
| 2    | 38   | 史賓賽·丁威迪       | PG/SG | 美国           | 底特律活塞                                                                       | 科罗拉多大学博尔德分校          |
| 2    | 39   | 杰拉米·格兰特       | PF    | 美国           | 費城76人（來自克里夫蘭騎士）                                                     | 雪城大学                        |
| 2    | 40   | 格倫·羅賓遜三世     | SG/SF | 美国           | 明尼蘇達灰狼（來自紐奧良鵜鶘）                                                   | 密歇根大学                      |
| 2    | 41   | 尼古拉·约基奇*      | C     | 塞爾維亞       | 丹佛金塊                                                                         | Mega Vizura（塞尔维亚）         |
| 2    | 42   | 尼克·詹森           | PG    | 美国           | 休士頓火箭（來自纽约尼克斯）                                                     | 亚利桑那大学                    |
| 2    | 43   | 沃尔特·塔瓦雷斯     | C     |                | 亞特蘭大老鷹                                                                     | 大加那利岛（西班牙）            |
| 2    | 44   | 马克尔·布朗         | SG    | 美国           | 明尼蘇達灰狼（交易至布鲁克林篮网）                                               | 俄克拉荷马州立大学              |
| 2    | 45   | 德怀特·鲍威尔       | C/PF  | 美国           | 夏洛特黄蜂                                                                       | 斯坦福大学                      |
| 2    | 46   | 乔丹·克拉克森       | PG    | 美国           | 華盛頓巫師（交易至洛杉矶湖人）                                                   | 密苏里大学                      |
| 2    | 47   | 拉斯·史密斯         | PG    | 美国           | 費城76人（來自布魯克林籃網，經过波士顿凯尔特人和達拉斯小牛，交易至新奥尔良鹈鹕） | 路易斯维尔大学                  |
| 2    | 48   | 拉马尔·帕特森       | SG    | 美国           | 密爾瓦基公鹿（來自多倫多暴龍，經过鳳凰城太陽，交易至亚特兰大老鹰）               | 匹兹堡大学                      |
| 2    | 49   | 卡梅伦·贝尔斯托     | SF    |                | 芝加哥公牛                                                                       | 新墨西哥大学                    |
| 2    | 50   | 亚历克·布朗         | C     | 美国           | 鳳凰城太陽                                                                       | 威斯康辛大学                    |
| 2    | 51   | 萨纳西斯·阿德托昆博 | PF/SF | 希腊           | 纽约尼克斯（來自达拉斯小牛）                                                     | 特拉华87人（NBA发展联盟）       |
| 2    | 52   | 瓦里西耶·米西奇     | PG    | 塞爾維亞       | 費城76人（來自曼菲斯灰熊，經过克里夫蘭騎士）                                     | Mega Vizura（塞尔维亚）         |
| 2    | 53   | 亚历山德罗·简蒂来   | PG/SG | 義大利         | 明尼蘇達灰狼 （來自金州勇士，交易至休斯顿火箭）                                  | 米兰奥林匹亚（意大利）          |
| 2    | 54   | 内马尼亚·丹古比奇   | PG    | 塞爾維亞       | 费城76人 （來自休斯顿火箭，经过密尔沃基雄鹿，交易至圣安东尼奥马刺）              | Mega Vizura（塞尔维亚）         |
| 2    | 55   | 塞马耶·克里斯顿     | PG    | 美国           | 費城76人（交易至俄克拉荷马城雷霆，經过夏洛特黄蜂）                               | 泽维尔大学                      |
| 2    | 56   | 德文·馬布爾         | PG/SG | 美国           | 丹佛金塊（來自波特蘭拓荒者，交易至奥兰多魔术）                                   | 爱荷华大学                      |
| 2    | 57   | 路易斯·拉贝里       | PF    | 法國           | 印第安那溜馬（交易至纽约尼克斯）                                                 | 巴黎勒瓦娄哇篮子（法国）        |
| 2    | 58   | 乔丹·麦克雷         | SG    | 美国           | 聖安東尼奧馬刺（來自洛杉磯快艇，經过紐奧良鵜鶘，交易至费城76人）                 | 田纳西大学                      |
| 2    | 59   | 泽维尔·泰晤士       | SG    | 美国           | 多倫多暴龍（來自奧克拉荷馬雷霆，經过纽约尼克斯，交易至布鲁克林篮网）             | 圣迭戈州立大学                  |
| 2    | 60   | 科里·杰弗森         | PF    | 美国           | 聖安東尼奧馬刺（交易至布鲁克林篮网，经过费城76人）                               | 贝勒大学                        |

## 涉及選秀權的交易

### 选秀之前发生的交易
1. 在夏洛特山猫与底特律活塞的交易中，山猫将科里-马盖蒂交易至活塞，得到本-戈登以及一个受保护的首轮选秀权。该首轮选秀权在今年为前8位保护，因活塞抽签位置为第9位，故将选秀权转交给山猫。
2. 2013选秀日的交易中，新奥尔良鹈鹕将诺伦斯-诺埃尔的签约权和一个受保护的首轮选秀权送到费城76人，得到皮埃尔-约翰逊的签约权和朱-霍乐迪。该选秀权今年为前5位保护，因鹈鹕抽签位置为第10位，故转交该选秀权至76人。
3. 在山猫与波特兰开拓者的交易中，山猫将杰拉德-华莱士送至开拓者，得到两个受保护的首轮选秀权。其中一个为前16位保护，因为开拓者按选秀顺序得到第24位，故将选秀权转交给山猫。
4. 在达拉斯小牛与洛杉矶湖人先签后换的交易中，湖人将拉马尔-奥多姆送至小牛，得到一个交易特例和一个受保护的首轮选秀权。该选秀权在之后湖人得到乔丹-希尔的交易中送至休斯顿火箭，而火箭再于涉及詹姆斯-哈登和凯文-马丁的交易中送至俄克拉何马城雷霆。因为小牛根据选秀顺序得到21位，而该选秀权今年为前20保护，故将该选秀权转交给雷霆。
5. 在菲尼克斯太阳与印第安纳步行者的交易中，太阳得到了杰拉德-格林，迈尔斯-普拉姆利和一个受保护的首轮选秀权。该选秀权为前12位保护，而根据选秀顺序，该选秀权为27位，故将该选秀权转交给太阳。
6. 在山猫与芝加哥公牛的交易中，公牛得到了一个受保护的首轮选秀权。该选秀权为前12位保护，因为按照选秀顺序，该选秀权为16位，故转交给公牛。
7. 在雷霆与尼克斯的交易中，尼克斯得到了一个无保护的2014次轮选秀权（来自雷霆）。该选秀权又在涉及安德里亚-巴尼亚尼的交易中送至多伦多猛龙。根据顺序，该选秀权为59位，因为其无保护，所以猛龙得到该选秀权。
8. 在2014年6月26日小牛和尼克斯的交易中，尼克斯得到了何塞-卡尔德隆，萨缪尔-戴勒穆波特，肖恩-拉金和维恩-艾灵顿，以及34位选秀权，51位选秀权。

### 选秀日的交易
1.丹佛掘金送出11号新秀道格-麦克德莫特以及安东尼-兰多夫至芝加哥公牛，得到公牛队16号签（选择优素福-努尔基奇），19号签（选择加里-哈里斯）。
2.费城76人送出10号新秀艾尔弗雷德-佩顿，得到12号新秀达里奥-萨里奇以及一个未来选秀权（值得一提的是，这个选秀权本是来自76人的，在安德鲁-拜纳姆的交易中被送出）。
3.夏洛特黄蜂送出24号新秀沙巴兹-内皮尔至迈阿密热火，得到26号新秀P.J.海尔斯顿，55号选秀权（后选择塞马耶-克里斯顿），一个未来的次轮选秀权。
4.犹他爵士送出35号新秀贾内尔-斯托克斯至孟菲斯灰熊，得到一个2016年的次轮选秀权。
5.布鲁克林篮网送出100万美元现金，从明尼苏达森林狼得到44号新秀迈克尔-布朗。
6.洛杉矶湖人送出180万美元现金，从华盛顿奇才得到46号新秀乔丹-克拉克森。
7.新奥尔良鹈鹕送出2013年NBA选秀第42位的皮埃尔-杰克逊的签约权至费城76人，得到47号新秀拉斯-史密斯。
8.夏洛特黄蜂送出布兰登-海伍德至克里夫兰骑士，45号新秀德怀特-鲍威尔，得到斯科迪-霍普森，100万美元。
9.密尔沃基雄鹿送出48号新秀拉马尔-帕特森至亚特兰大老鹰，得到一个2015年的次轮选秀权。
10.休斯顿火箭送出部分现金至明尼苏达森林狼，得到53号新秀亚历山德罗-真蒂莱。
11.纽约尼克斯送出部分现金至印第安纳步行者，得到57号新秀路易斯-拉贝利。
12.夏洛特黄蜂送出55号新秀塞马耶-克里斯顿（注：见第三条沙巴兹-内皮尔交易）至俄克拉荷马城雷霆，得到部分现金（仍未证实筹码）。
13.圣安东尼奥马刺送出58号新秀乔丹-麦克雷和60号选秀权（后选择克里-杰弗森）至费城76人，得到54号新秀内马尼亚-丹古比奇。
14.布鲁克林篮网送出现金至多伦多猛龙，得到59号新秀泽维尔-泰晤士。
15.布鲁克林篮网送出现金到费城76人，得到60号新秀克里-杰弗森（注：见13条乔丹-麦克雷交易）